# Слейпнир
Слейпнир (на нордически: бърз) е конят на Один в скандинавската митология.

## Описание
Има 8 крака и може да тича по земята, небето и морето. Той е най-бързото животно (може би отстъпва само на козлите Тангиостър и Тангриснир, запрегнати в колесницата на Тор), с негова помощ Один бързо се явява във всяка една точка на деветте свята в скандинавската митология.

## В скандинавската митология
Според митовете Слейпнир се появява когато Асгард, града на боговете аси, е ограден от стена: Веднъж пред Асгард се появява великан, яхнал огромен кон и заявява, че може да построи за 18 месеца около града огромна, непристъпна каменна стена, при това без да ползва помощници, като иска в отплата Слънцето, Луната и богинята Фрейя. По съвет на Локи боговете приемат предложението, но скоро започват да съжаляват за това – великанът наистина работи без помощници, но неговия жребец Свадилфари, огромен като хълм, носи цели планини от камъни и дори помага на стопанина си в изграждането на стените, вършейки работа за десетима. Когато остават три дни до изтичането на крайния срок, боговете разбират, че ще изгубят облога и се нахвърлят срещу Локи. Той самият изчезва и когато на другата сутрин великанът и жребецът му подновяват работа, край тях се появява великолепна кобила. Свадилфари не издържа на предизвикателството и изчезва с кобилата, а великанът не успява да построи стената в срок и в последвалия спор избухва и започва да хвърля скали срещу боговете, заради което е убит от Тор.
Жребецът Свадилфари изчезва безследно, а няколко месеца след случката се появява Локи, водещ със себе си осмокрако жребче. Оказва се, че се е превърнал в кобила, за да съблазни Свадилфари и така да провали работата на великана. Жребчето – син на Свадилфари и Локи е подарено на Один, който го нарича Слейпнир.
Тази случка има и други последствия. В нея боговете, макар и подведени от Локи, се проявяват като измамници и клетвопрестъпници – според пророчеството на норните, такива постъпки са една от причините, които ще доведат до Рагнарьок.